# Nákaza (film)
Nákaza (v anglickém originále Contagion) je dramatický film z roku 2011 natočený v koprodukci USA a Spojených arabských emirátů. Režisérem filmu je Steven Soderbergh. Hlavní role ve filmu ztvárnili Marion Cotillard, Matt Damon, Laurence Fishburne, Jude Law a Gwyneth Paltrow.

## Obsazení
| Marion Cotillard   | Leonora Orantes  |
| Matt Damon         | Mitch Emhoff     |
| Laurence Fishburne | Ellis Cheever    |
| Jude Law           | Alan Krumwiede   |
| Gwyneth Paltrow    | Elizabeth Emhoff |
| Kate Winslet       | Erin Mears       |
| Jennifer Ehle      | Ally Hextall     |
| Elliott Gould      | Ian Sussman      |